# Männedorf
Männedorf is een gemeente en plaats in het Zwitserse kanton Zürich, en maakt deel uit van het district Meilen. Männedorf telt 10004 inwoners.

## Overleden
- Anna Bachofner (1839-1909), schrijfster
- Helen Dahm (1878-1968), kunstschilderes